# Newsteadia multispina
Newsteadia multispina är en insektsart som beskrevs av Miller och Ferenc Kozár 2002. Newsteadia multispina ingår i släktet Newsteadia och familjen vaxsköldlöss.
Artens utbredningsområde är Komorerna. Inga underarter finns listade i Catalogue of Life.